# تيمور (جزيرة)
جزيرة تيمور (بالإنجليزية: Timur)‏ تقع جنوبي شرقي آسيا شمال بحر تيمور أحد فروع المحيط الهندي، الجزيرة حاليا مقسمة لجزء شرقي مستقل تحت اسم جمهورية تيمور الشرقية أما الغربي يتبع أندونيسيا.
مساحة الجزيرة 30,777 كم مربع (11,883 ميل مربع) وتعني كلمة «تيمور» في اللغة الملايوية «شرق» نسبة لموقع الجزيرة في شرق الأرخبيل المتكون.

## اللغة، السكان والديانة
كما هو الحال في الجزر المجاورة فإن أصل السكان هم ماليزيين  اللغة التيمورية تتبع مجموعة اللغات الأوسترال-نيسية، لغات أخرى رسمية في تيمور الشرقية هي التيتومية والبرتغالية أما في الغرب الأندونيسية محكية ومفهومة بشكل واسع.
الديانة المسيحية تعتبر الأكثر انتشارا بين السكان (حوالي 90%)، يشكل كل من الإسلام والإحيائية 5% كل منهما.

## الجغرافيا
تقع شمال أستراليا وتشكل أحد جزر سوندا الشرقية وتتصف بكونها أرض ذو أصل بركاني وتتضمن بحيرات بركانية تعتبر الأقدم في المنطقة. تتصف المنطقة بمناخ أستوائي حيث تتصف بصيف حار طويل وجاف وتهب رياح حارة قادمة من أستراليا، الأنهار تتركز بالجزء الشرقي من الجزيرة بشكل عام. أعلى نقطة هي جبل تاتامايلاو بارتفاع 2,963 متر ويقع شرقي الجزيرة.

## أعلام
- هندريك فرنانديز